# Mario De Prati
Mario De Prati, all'anagrafe Mario Deprati (Mortara, 11 ottobre 1928), è un ex calciatore italiano, di ruolo attaccante.
Soprannominato Mariolino, alcune fonti lo riportano come Giovanni.

## Carriera
Inizia la carriera nella Medese, con cui gioca nel Girone E della Serie C 1947-1948, dove, pur ottenendo il settimo posto, retrocedono in Promozione. La stagione seguente passa per 200.000 lire al Pavia, ottenendo l'undicesimo posto del Girone B della Serie C e realizzando 12 reti in 31 partite.
Le sue prestazioni nelle file della formazione pavese gli valgono l'ingaggio nell'Inter, che lo cede in prestito al Cagliari per la stagione 1949-1950, dove chiude al sesto posto del girone C della Serie C.
Rientrato a Milano, nel novembre dello stesso anno viene girato al Genoa, squadra con cui debutta nella Serie A 1950-1951. L'esordio in rossoblu e nella massima serie è datato 28 gennaio 1951, nella sconfitta esterna per 2-1 contro l'Atalanta. La stagione con il Grifone si concluderà con l'ultimo posto e la retrocessione in cadetteria. Nell'unica stagione disputata in Serie A, marca dodici presenze e quattro reti. Gioca la stagione seguente tra le file del Vigevano, sempre in prestito: vince il girone A della Serie C, mancando la promozione in cadetteria poiché ottiene solo il quarto posto del gironcino finale.
Torna al Pavia per disputare la Serie C 1952-1953, che vince ottenendo la promozione in cadetteria. In quella stagione realizza 17 reti, classificandosi al terzo posto della classifica cannonieri, dietro al tarantino Mario Tortul e al sanremese Bertoni. Stabilisce inoltre il record di marcature stagionali per la squadra lombarda in Serie C, battuto solo nel 2005 da Francesco Ciullo.
Nel 1953 lascia definitivamente l'Inter per passare alla Marzotto Valdagno, con cui disputa cinque stagioni in Serie B. Con il club veneto ottiene nella Serie B 1953-1954 il quinto posto, a due punti dal promosso Pro Patria, piazzamento a cui contribuisce con 27 presenze e 10 reti. Nelle ultime due stagioni con il club biancoazzurro non scende mai in campo.
Nel 1958 passa al Piacenza, con cui gioca la Serie C 1958-1959 chiusa al diciannovesimo posto del girone A; De Prati lascia la squadra in primavera, rescindendo il contratto dopo una stagione deludente. Chiude la carriera con una stagione nella Stradellina e due annate al Pavia, con cui ottiene nel 1961 una promozione in Serie D dalla Prima Categoria.

## Palmarès

### Club

#### Competizioni nazionali
- Serie C: 2

Vigevano: 1951-1952
Pavia: 1952-1953

#### Competizioni regionali
- Prima Categoria: 1

Pavia: 1960-1961